# 도하 컨벤션센터 타워
도하 컨벤션센터 타워는 카타르 도하에 공사중이었지만 2010년 공사가 중단되었다. 결국 2011년 공사가 취소되었다 

## 같이 보기
- 카타르 도하의 마천루 목록
- 100층 이상의 마천루 목록